# Rio Cuchi
O rio Cuchi é um curso de água de Angola que faz parte da bacia do Calaári. É um afluente do rio Cubango.
É um dos principais rios da província do Cubango, abastecendo uma das zonas cubanguenses de maior densidade demográfica, especialmente as cidades de Cuchi e Chinguanja.
Seus cânions, formados pela erosão das rochas e pelas atividades geotectônicas, são muito apreciados para o turismo ecológico.